# Bernard Chancy
Bernard Chancy (ur. 3 maja 1778 w Torbeck, zm. 1 kwietnia 1806), haitański wojskowy.

## Życiorys
Był siostrzeńcem Toussainta L'Ouverture'a. Pełnił funkcję adiutanta generała Alexandre'a Pétiona. Uczuciowo związany z Marie Françoise Célimène, córką Jakuba I, według niektórych źródeł miał mieć z nią dziecko.
Aresztowany przez wysłanników cesarskich i osadzony w więzieniu w Port-au-Prince. Popełnił samobójstwo, korzystając z jednego przysłanych przez Pétiona pistoletów.
Jego historia stała się podstawą utworów literackich, m.in. La fille de l'empereur autorstwa L. Ethéarta.